# سدونوده آبوتا
سدونوده آبوتا (انگلیسی: Sédonoudé Abouta؛ زادهٔ ۱ ژانویهٔ ۱۹۸۱) بازیکن فوتبال اهل مالی بود.
از باشگاه‌هایی که در آن بازی کرده است می‌توان به باشگاه فوتبال الرائد و باشگاه فوتبال اتحاد الجزایر اشاره کرد.
وی همچنین در تیم ملی فوتبال مالی بازی کرده است.